# Bloxholm
Bloxholm – osada w Anglii, w hrabstwie Lincolnshire, w dystrykcie North Kesteven. Leży 20 km na południowy wschód od Lincoln i 175 km na północ od Londynu.